# Indigo (álbum de Matt Bianco)
Indigo es el tercer álbum del grupo británico de pop / jazz / soul / dance Matt Bianco, lanzado en julio de 1988 .
Este fue el intento de Warner Bros. de lanzar a Matt Bianco en los Estados Unidos, de ahí la contratación de Emilio Estefan (el esposo de Gloria Estefan ) como productor. Contribuyó con tres de las canciones del álbum, incluido el primer sencillo " No culpes a esa chica ". Al alcanzar el número 23 en la lista de álbumes del Reino Unido , se convirtió en el trabajo de larga duración para el grupo con mayor nivel de gráficos, y también incluyó su single con el mayor nivel de clasificación nunca, el doble lado A "Don't Blame It on That Girl" / "Wap-Bam-Boogie", número 11 en la lista de singles del Reino Unido . El álbum sigue el camino iniciado con el LP anterior, el homónimo Matt Bianco de 1986 , logrando aún más éxito. Además del gran éxito del primer single a-side, especialmente el orientado a la danza "Wap-Bam-Boogie" ("Don't Blame It on That Girl", aunque empujado alto en las listas de éxitos por la otra pista, en realidad tenía un impacto limitado), el trabajo de larga duración fue promovido por tres singles más: "Good Times", "Nervous", y "Say It's Not Too Too", ninguno de los cuales tuvo éxito comercial, estancándose en las partes más bajas de las listas de éxitos - el tercer single ni siquiera ingresó en el Top 75 del Reino Unido , y de hecho se reincorporaría como lado B en " What a Fool Believes ", el segundo single del cuarto álbum de estudio de la banda, Samba en Your Casa de 1991 .
El éxito de "Wap-Bam-Boogie" fue tan grande como para empujar al grupo no solo a lanzar una serie de versiones remix del éxito, ya sea en el momento y en los próximos años, sino que incluso los llevó a bailar. Revolución en su estilo que, aunque decepcionó a los primeros fanáticos, les daría nuevos. sin embargo, debe notarse que, tal vez por una cuestión de equilibrio, su próximo álbum de estudio, el citado Samba in Your Casa , presentaría un sonido mucho más latino y orientado al pop que sus anteriores obras de larga duración, aunque sin abandonar los ritmos bailables. . Una mención final debe ir a las 2 pistas adicionales contenidas en la edición del disco compacto : dos remixes de dos de los cinco singles tomados del álbum: la «12" Mezcla "de" Dont 'Blame It on That Girl ", y la «Miami Mix» de "Good Times".

## Lista de canciones
| Indigo |                                         |              |          |  |
| N.º    | Título                                  | Escritor(es) | Duración |  |
| 1.     | «Don't Blame It on That Girl»           |              | 3:46     |  |
| 2.     | «Nervous»                               |              | 4:13     |  |
| 3.     | «Slide»                                 |              | 4:16     |  |
| 4.     | «Say It's Not Too Late»                 |              | 4:56     |  |
| 5.     | «Wap Bam Boogie»                        |              | 7:29     |  |
| 6.     | «Good Times»                            |              | 4:21     |  |
| 7.     | «R&B»                                   |              | 4:49     |  |
| 8.     | «Hanging On»                            |              | 4:29     |  |
| 9.     | «Jack of Clubs»                         |              | 4:17     |  |
| 10.    | «Indigo»                                |              | 4:12     |  |
| 11.    | «Don't Blame It on That Girl (12" Mix)» |              | 6:10     |  |
| 12.    | «Good Times (Miami Mix)»                |              | 4:25     |  |
| 57:23  |                                         |              |          |  |

- Datos: Q3798270